# Гібген-Лейк-Естейтс (Монтана)
Гібген-Лейк-Естейтс (англ. Hebgen Lake Estates) — переписна місцевість (CDP) в США, в окрузі Ґаллатін штату Монтана. Населення — 123 особи (2020).

## Географія
Гібген-Лейк-Естейтс розташований за координатами 44°46′9″ пн. ш. 111°11′26″ зх. д. / 44.76917° пн. ш. 111.19056° зх. д. (44.769240, -111.190453).  За даними Бюро перепису населення США в 2010 році переписна місцевість мала площу 0,48 км², уся площа — суходіл.

## Демографія
Згідно з переписом 2010 року, у переписній місцевості мешкало 70 осіб у 36 домогосподарствах у складі 20 родин. Густота населення становила 147 осіб/км².  Було 80 помешкань (168/км²).
Расовий склад населення:
| - 94,3 % — білих - 1,4 % — азіатів |

До двох чи більше рас належало 4,3 %. Частка іспаномовних становила 0,0 % від усіх жителів.
За віковим діапазоном населення розподілялося таким чином: 14,3 % — особи молодші 18 років, 75,7 % — особи у віці 18—64 років, 10,0 % — особи у віці 65 років та старші. Медіана віку мешканця становила 45,0 року. На 100 осіб жіночої статі у переписній місцевості припадало 100,0 чоловіків;  на 100 жінок у віці від 18 років та старших — 100,0 чоловіків також старших 18 років.
Цивільне працевлаштоване населення становило 46 осіб. Основні галузі зайнятості: мистецтво, розваги та відпочинок — 52,2 %, фінанси, страхування та нерухомість — 32,6 %, науковці, спеціалісти, менеджери — 15,2 %.